# Batatas batatas
Batatas batatas là một loài thực vật có hoa trong họ Bìm bìm. Loài này được (L.) H. Karst. mô tả khoa học đầu tiên năm 1882.